# Pump
Pump es el nombre del décimo álbum de estudio de la banda de Hard rock estadounidense Aerosmith, Fue lanzado al mercado por Geffen el 12 de septiembre de 1989. El álbum fue remasterizado y reeditado en 2001.
Pump fue ampliamente aclamado por sus seguidores y los críticos en su lanzamiento. El álbum incorpora el uso de teclados y una sección de vientos en muchos de los sencillos ("Love in an Elevator", "The Other Side"), y contiene rock directo ("F.I.N.E. *", "Young Lust"), la balada "What it takes", canciones sobre temas como el incesto y el asesinato ("Janie's Got a Gun") y abuso de drogas y el alcohol ("Monkey on My Back"), así como una variedad de interludios instrumentales como "Hoodoo" y "Dulcimer Stomp".
El álbum ha certificado las ventas de siete millones de copias en los EE. UU., hasta la fecha. Se produce una gran variedad de éxitos y "primicias" de la banda como su primer premio Grammy ("Janie's Got a Gun"). "Love in a Elevator" se convirtió en la primera canción de Aerosmith en el puesto n.º 1 en la lista Mainstream Rock Tracks. Además, es el único álbum de Aerosmith hasta la fecha a tener tres sencillos en el Top 10 de Billboard Hot 100 y tres singles n.º 1 en el Mainstream Rock Tracks. El álbum fue el cuarto álbum más vendido del año 1990.
En el Reino Unido, fue el segundo álbum de Aerosmith en ser certificado disco de Plata (60.000 unidades vendidas) por la Industria Fonográfica Británica, archivando esto en septiembre de 1989.
Pump fue el segundo de tres álbumes secuenciados grabados por Aerosmith con el productor Bruce Fairbairn y los técnicos Mike Frazer y Ken Lomas de los estudios de grabación Little Mountain.
Aerosmith se encuentra en los libros de la escuela de derecho después de que una pequeña banda de rock llamada Pump demandara a la compañía de Aerosmith por violación de marca. Aerosmith ganó el caso. Aerosmith también se encontraron con problemas legales cuando el equipo de compositores Holland-Dozier-Holland amenazó con demandar a la banda por la melodía principal en la canción de Aerosmith "The Other Side", que sonaba similar a la melodía de la canción "Standing in the Shadows of Love". Como parte del acuerdo, Aerosmith acordó añadir "Holland-Dozier-Holland" en los créditos de composición para "The Other Side".

## Listado de canciones
| N.º   | Título                                 | Escritor(es)                            | Duración |  |
| 1.    | «"Young Lust"»                         | (Joe Perry, Steven Tyler, Jim Vallance) | 4:21     |  |
| 2.    | «"F.I.N.E.*"»                          | (Perry, Tyler)                          | 4:13     |  |
| 3.    | «"Going Down" / "Love in an Elevator"» | (Perry, Tyler)                          | 6:42     |  |
| 4.    | «"Monkey on My Back"»                  | (Perry, Tyler)                          | 4:00     |  |
| 5.    | «"Water Song" / "Janie's Got a Gun"»   | (Tom Hamilton, Tyler)                   | 5:42     |  |
| 6.    | «"Dulcimer Stomp" / "The Other Side"»  | (Tyler, Vallance)                       | 6:00     |  |
| 7.    | «"My Girl"»                            | (Perry, Tyler)                          | 3:14     |  |
| 8.    | «"Don't Get Mad, Get Even"»            | (Perry, Tyler)                          | 4:51     |  |
| 9.    | «"Hoodoo" / "Voodoo Medicine Man"»     | (Tyler, Brad Whitford)                  | 4:42     |  |
| 10.   | «"What It Takes"»                      | (Desmond Child, Perry, Tyler)           | 6:28     |  |
| 45:41 |                                        |                                         |          |  |

- Al final de "What It Takes" hay una breve pista instrumental sin título, de poco más de un minuto de duración

## Crítica
Para muchos críticos especializados este es el mejor álbum de Aerosmith, para los aficionados y seguidores del rock ochentero es un disco obligatorio en su colección. Para los seguidores de la banda es junto con los setenteros "Toys in the Attic" y "Rocks"  de lo mejor que han grabado los cinco de Boston.
Aunque siempre habrá discusiones acerca de gustos, se podría decir casi con total aprobación que "Pump" es el mejor álbum de la banda en los 80, y además es el disco más alegre de Aerosmith, está lleno de canciones con ritmos rápidos y letras pegadizas en donde se nos habla de hacer el amor en un ascensor, de brujería, sarcásticamente de los problemas con las drogas y también de la lujuria joven que aún conservan estos veteranos del rock.

## Proceso creativo
El proceso de grabación duró alrededor de seis meses, entre enero y junio de 1989. Los tres primeros meses los pasaron encerrados en los diminutos estudios Rik Tinory en Massachusetts, y los tres siguientes en las instalaciones de los estudios Little Mountain en Vancouver, Canadá. Al igual que en "Permanent Vacation" se contó con la ayuda de Bruce Fairbairn.
Todo el proceso de grabación quedó inmortalizado en el documental "The Making of Pump", en donde se nos muestra la gestación de este gran álbum. Así como un vistazo a la vida interna de la banda, conversaciones, bromas y también discusiones (hay una muy acalorada entre Joey Kramer y Steven Tyler). Pero lo más interesante es observar como eran las canciones en un principio y su posterior evolución.

## Músicos
- Tom Hamilton - bajo, coros
- Joey Kramer - batería
- Joe Perry - guitarra eléctrica, coros
- Steven Tyler - voz, armónica, teclados
- Brad Whitford - guitarra eléctrica

### Músicos adicionales
- Bob Dowd - coros en "Love in elevator"
- Catherine Epps - voz en "Going Down"
- Bruce Fairbairn - coros en "Love in elevator", trompeta
- "Margarita Horns"
- John Webster - teclados

## Producción
- Productor: Bruce Fairbairn
- Ingenieros: Michael Fraser, Ken Lomas
- Mezcla: Michael Fraser
- Masterización: Greg Fulginiti
- Supervisor de masterización: David Donnelly
- Dirección de arte: Kim Champagne, Gabrielle Raumberger
- Diseño del logo: Andy Engel
- Fotografía: Norman Seeff
- Tattoo art: Mark Ryden
- John Kalodner: John Kalodner

## Listas de ventas
Álbumes - Billboard (Estados Unidos)
| Año  | Lista             | Posición |
| ---- | ----------------- | -------- |
| 1989 | The Billboard 200 | 5        |

Álbumes - Clasificaciones según ARIA  (Australia)
| Año  | Lista                        | Posición |
| ---- | ---------------------------- | -------- |
| 1990 | Australia, ARIA Albums Chart | 1        |

Singles - Billboard (Estados Unidos)
| Año  | Sencillo              | Lista                  | Posición |
| ---- | --------------------- | ---------------------- | -------- |
| 1989 | "Love in an Elevator" | Mainstream Rock Tracks | 1        |
| 1989 | "F.I.N.E.*"           | Mainstream Rock Tracks | 14       |
| 1989 | "Love in an Elevator" | The Billboard Hot 100  | 5        |
| 1989 | "Janie's Got a Gun"   | Mainstream Rock Tracks | 2        |
| 1989 | "Janie's Got a Gun"   | The Billboard Hot 100  | 4        |
| 1990 | "Monkey on My Back"   | Mainstream Rock Tracks | 17       |
| 1990 | "What It Takes"       | Mainstream Rock Tracks | 1        |
| 1990 | "What It Takes"       | The Billboard Hot 100  | 9        |
| 1990 | "The Other Side"      | Mainstream Rock Tracks | 1        |
| 1990 | "The Other Side"      | The Billboard Hot 100  | 22       |

## Certificaciones
| Organización   | Nivel      | Fecha                   |
| -------------- | ---------- | ----------------------- |
| RIAA - EE. UU. | Oro        | 29 de noviembre de 1989 |
| RIAA - EE. UU. | Platino    | 29 de noviembre de 1989 |
| RIAA - EE. UU. | 2x Platino | 10 de enero de 1990     |
| RIAA - EE. UU. | 3x Platino | 2 de mayo de 1990       |
| RIAA - EE. UU. | 4x Platino | 12 de noviembre de 1990 |
| RIAA - EE. UU. | 5x Platino | 9 de noviembre de 1994  |
| RIAA - EE. UU. | 7x Platino | 10 de febrero de 1995   |

## Premios
Premios Grammy
| Año  | Ganador             | Categoría                                                                   |
| ---- | ------------------- | --------------------------------------------------------------------------- |
| 1990 | "Janie's Got a Gun" | Premio Grammy por mejor Interpretación Rock de un Duo o Grupo con vocalista |